# Miss Albania

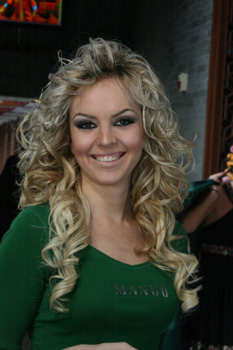
Elda Dushi, seconda classificata a Miss Albania 2007.

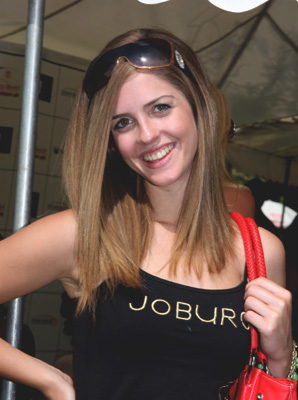
Egla Harxhi, Miss Albania 2008.

Miss Albania è un concorso di bellezza femminile albanese. La vincitrice del concorso rappresenta la nazione a Miss Mondo. Il concorso non ha nulla a che vedere con Miss Universo Albania, istituito nel 2005 in cui viene scelta la delegata albanese per Miss Universo. Esiste anche un terzo concorso di bellezza nazionale intitolato Miss Shqiperia, attraverso il quale invece viene scelta la rappresentante albanese per il concorso Miss Globe International.

## Albo d'oro

### Miss Albania
| Anno      | Vincitrice         | Note                                                                            |
| --------- | ------------------ | ------------------------------------------------------------------------------- |
| 1991      | Valbona Selimllari |                                                                                 |
| 1992      | Sidorela Kola      |                                                                                 |
| 1993      | Monika Zguro       |                                                                                 |
| 1994      | Ilda Reka          |                                                                                 |
| 1995      | Hygerta Sako       |                                                                                 |
| 1999      | Venera Mustafa     |                                                                                 |
| 2000      | Gentiana Ramadani  |                                                                                 |
| 2001      | Anisa Kospiri      | Top 10 a Miss Universo 2002                                                     |
| 2003      | Denisa Kola        | Partecipa a Miss Universo 2003. Partecipa a Miss Mondo 2003                     |
| 2004      | Agnesa Vuthaj      | Partecipa a Miss Mondo 2004. Partecipa a Miss Universo 2005                     |
| 2005      | Suada Sherifi      | Partecipa a Miss Mondo 2005                                                     |
| 2007-2008 | Egla Harxhi        | Elda Dushi partecipa a Miss Mondo 2007. Egla Harxhi partecipa a Miss Mondo 2008 |
| 2009      | Aurela Hoxha       | Partecipa a Miss Mondo 2009                                                     |
| 2010      | Arnita Beqiraj     |                                                                                 |
| 2011      | Isi Topçiu-Ulaj    |                                                                                 |
| 2012      | Ersela Kurti       |                                                                                 |

### Miss Universo Albania
| Anno | Vincitrice       | Note                      |
| ---- | ---------------- | ------------------------- |
| 2002 | Anisa Kospiri    | Top 10 (8ª classificata)  |
| 2003 | Denisa Kola      |                           |
| 2005 | Agnesa Vuthaj    |                           |
| 2006 | Eralda Hitaj     |                           |
| 2007 | Sadina Alla      |                           |
| 2008 | Matilda Mecini   |                           |
| 2009 | Hasna Xhukiçi    | Top 15 (11ª classificata) |
| 2010 | Angela Martini   | Top 10 (6ª classificata)  |
| 2011 | Xhesika Berberi  |                           |
| 2012 | Adrola Dushi     |                           |
| 2013 | Fioralba Dizdari |                           |
| 2014 | Zhaneta Byberi   |                           |
| 2015 | Megi Luka        |                           |
| 2016 | Lindita Idrizi   |                           |

### Miss Shqiperia
| Anno | Nome                | Note                           |
| ---- | ------------------- | ------------------------------ |
| 1998 | Aldona Elezi        |                                |
| 2000 | Elisabeta Gjonpali  |                                |
| 2001 | Denisa Cela         |                                |
| 2002 | Zajmina Vasjari     |                                |
| 2003 | Eriona Ibro         |                                |
| 2004 | Enkelejda Bargjo    | Miss Tourism of the Globe 2004 |
| 2005 | Edlira Mema         |                                |
| 2006 | Silvi Skenderaj     |                                |
| 2007 | Irsa Demneri        |                                |
| 2008 | Almeda Abazi        |                                |
| 2009 | Ertemiona Meidani   |                                |
| 2010 | Nevina Shtylla      |                                |
| 2011 | Keidi Jashari       |                                |
| 2012 | Kleoniki Delijorgji |                                |
| 2013 | Fiorenza Lekstakaj  |                                |
| 2014 | Anisa Petrela       |                                |

### Miss Terra Albania
| Anno | Nome           |
| ---- | -------------- |
| 2006 | Blerta Halili  |
| 2007 | Shpresa Vitia  |
| 2008 | Rudina Suti    |
| 2009 | Suada Saliu    |
| 2010 | Emina Cunmalaj |